# Христо Вълчанов (оператор)
Христо Илиев Вълчанов – Вълчо е български оператор.
Роден е на 24 юни 1915 година в Ямбол. След като завършва двугодишна киношкола в София, през 50-те години започва да работи като оператор в киното. Известен е с филми като „Песен за човека“ (1954), „Ребро Адамово“ (1956) и „Тримата от запаса“ (1971).
Христо Вълчанов умира през 1984 година в София.

## Избрана филмография
- „Песен за човека“ (1954)
- „Ребро Адамово“ (1956)
- „Калоян“ (1963)
- „Незавършени игри“ (1964)
- „Приключение в полунощ“ (1964)
- „По тротоара“ (1967)
- „В края на лятото“ (1967)
- „Село край завод“ (1969)
- „Тримата от запаса“ (1971)
- „Селкор“ (1974)